# 戦場まんがシリーズ
『戦場まんがシリーズ』（せんじょうまんがシリーズ）は、松本零士の代表作の一つで、第二次世界大戦をベースにした短編漫画集。本項では、少年サンデーコミックス『戦場まんが』1 - 9集に収録された作品、およびこれらを原作としたOVA作品『ザ・コクピット』を主体に記述する。

## 解説
「戦場まんがシリーズ」と呼ぶ場合、本来は小学館の『週刊少年サンデー』に不定期連載されたものを指す。少年サンデーコミックスには、『ビッグコミックオリジナル』掲載の「ザ・コクピット」シリーズや、過去に『プレイコミック』や『COM』に掲載された短編も収載されているが、それらもまとめて「戦場まんが」と名付けている。（単行本の背に「戦場まんが」と表記されたのは、第二集『鉄の墓標』からで、『スタンレーの魔女』初版にはなく、重版分から追記された）実際には「わが青春のアルカディア」以降の単行本の作品は、ほとんどザ・コクピットシリーズである。また、「戦場まんがシリーズ」作品も、後年「ザ・コクピット」のタイトルでまとめられた単行本に収載されたりしており、更には他の雑誌等で発表された第二次大戦ものを含めて、現在では「ザ・コクピットシリーズ」という形でくくられることが多く、初出による厳密な区別はほとんどされていない。
「ザ・コクピットシリーズ」として発表された作品は、掲載が青年誌（ビッグコミックオリジナル）であり、性描写がたびたび登場する。単行本は「少年サンデーコミックス」として出されているため、収載にあたっては当該部分の多くは改稿あるいは修正されており、現在も修正後のままのものが流通している。
また、「戦場まんがシリーズ」作品にも理由は不明ながら、「スタンレーの魔女」のようにページごと描き直されているものがある。
娯楽性やドラマ性を優先して、兵器の考証面には史実と多くの差異がある。これは初期作品は日本で入手できる資料が少ないころに執筆され、後期の「ザ･コクピットシリーズ」は作品オリジナルの「試作兵器」が多いためでもある。

## 初出一覧
太字のタイトルは書籍名となった作品。
| タイトル                          | 初 出                                          | タイトル                                     | 初 出                                        |
| --------------------------------- | ---------------------------------------------- | -------------------------------------------- | -------------------------------------------- |
| アフリカの鉄十字                  | 『プレイコミック』1969年8月10日号              | 成層圏気流                                   | 『ビッグコミックオリジナル』1977年5月5日号   |
| 成層圏になくセミ                  | 『COM』1969年10月号                            | 四次元戦線                                   | 『週刊少年サンデー』1977年17号               |
| 幽霊軍団                          | 『プレイコミック』1969年11月22日号             | アクリルの棺                                 | 『ビッグコミックオリジナル』1977年8月5日号   |
| パイロットハンター                | 『週刊少年サンデー』1973年10号                 | 死神の羽音                                   | 『ビッグコミックオリジナル』1977年10月5日号  |
| 鉄の墓標                          | 『週刊少年サンデー』1973年22号                 | 双発の騎士                                   | 『ビッグコミックオリジナル』1977年11月5日号  |
| 独立重機関銃隊                    | 『週刊少年サンデー』1973年28号                 | 砂とスコッチ                                 | 『ビッグコミックオリジナル』1977年11月20日号 |
| 晴天365日                         | 『ビッグコミックオリジナル』1975年6月20日号    | 砂とスコッチ                                 | 『ビッグコミックオリジナル』1977年12月5日号  |
| 妖機 黒衣の未亡人                 | 『ビッグコミックオリジナル』1975年7月20日号    | 雷撃艇13号                                   | 『ビッグコミックオリジナル』1977年12月20日号 |
| 成層圏戦闘機                      | 『週刊少年サンデー』1973年34号                 | 雷撃艇13号                                   | 『ビッグコミックオリジナル』1978年1月5日号   |
| グリーン・スナイパー =緑の狙撃兵= | 『週刊少年サンデー』1973年41号                 | ニケの首飾り                                 | 『ビッグコミックオリジナル』1978年11月5日号  |
| スタンレーの魔女                  | 『週刊少年サンデー』1973年47号                 | 銃剣戦線                                     | 『週刊少年サンデー』1978年13号               |
| メコンの落日                      | 『週刊少年サンデー』1974年2号                  | 海の花                                       | 『ビッグコミックオリジナル』1977年10月20日号 |
| 零距離射撃88                      | 『週刊少年サンデー』1974年8号                  | 夜の蜉蝣                                     | 『ビッグコミックオリジナル』1978年1月20日号  |
| 音速雷撃隊                        | 『週刊少年サンデー』1974年15号                 | 夜の蜉蝣                                     | 『ビッグコミックオリジナル』1978年2月5日号   |
| 大艇再び還らず                    | 『ビッグコミックオリジナル』1975年8月26日号    | 弾道トンネル150                              | 『週刊少年サンデー』1977年23号               |
| 鉄の竜騎兵                        | 『週刊少年サンデー』1974年24号                 | 沈黙の虎                                     | 『週刊少年サンデー』1977年27号               |
| 戦場交響曲                        | 『週刊少年サンデー』1974年29号                 | 翼手龍の時代                                 | 『ビッグコミックオリジナル』1978年2月20日号  |
| ゼロ                              | 『週刊少年サンデー』1974年33号                 | 空白圏飛行                                   | 『ビッグコミックオリジナル』1978年3月5日号   |
| オーロラの牙                      | 『週刊少年サンデー』1975年40号                 | 悪魔伝の七騎士                               | 『ビッグコミックオリジナル』1978年4月5日号   |
| ラインの虎                        | 『週刊少年サンデー』1974年45号                 | 曳光弾回廊                                   | 『ビッグコミックオリジナル』1978年5月5日号   |
| 爆裂弾道交差点                    | 『ビッグコミックオリジナル』1975年9月26日号    | レッドスカル                                 | 『ビッグコミックオリジナル』1978年7月5日号   |
| 衝撃降下90度                      | 『ビッグコミックオリジナル』1975年11月20日号   | 低伸弾道12.7                                 | 『ビッグコミックオリジナル』1978年10月5日号  |
| ベルリンの黒騎士                  | 『週刊少年サンデー』1974年51号                 | 吸血鬼の花束                                 | 『ビッグコミックオリジナル』1978年8月5日号   |
| 潜水航法1万メートル               | 『ビッグコミックオリジナル』1975年10月20日号   | 断層回路                                     | 『ビッグコミックオリジナル』1978年9月5日号   |
| 亡霊戦士                          | 『ビッグコミックオリジナル』1976年1月5日号     | サンタ クルーズの橋                          | 『ビッグコミックオリジナル』1979年1月5日号   |
| 流星北へ飛ぶ                      | 『ビッグコミックオリジナル』1976年3月20日号    | 妖精氷河帯                                   | 『ビッグコミックオリジナル』1979年3月5日号   |
| わが青春のアルカディア            | 『ビッグコミックオリジナル』1976年5月5日号     | サンタ イザベラの首飾り                      | 『ビッグコミック』1981年8月25日号            |
| 紫電                              | 『ビッグコミックオリジナル』1976年9月1日増刊号 | 迷路地図                                     | 『ビッグコミック』1981年11月10日号           |
| エルベの螢火                      | 『ビッグコミックオリジナル』1976年10月5日号    | 富嶽のいたところ                             | 『ビッグコミック』1981年10月25日号           |
| 復讐を埋めた山                    | 『ビッグコミックオリジナル』1976年12月20日号   | 冬の蜻蛉                                     | 『ビッグコミック』1983年2月10日号            |
| 勇者の雷鳴 Rising Thunderbolt     | 『ビッグコミックオリジナル』1977年3月5日号     | 赤の蛍                                       | 『ビッグコミック』1982年2月25日号            |
| 消滅線雷撃                        | 『ビッグコミックオリジナル』1977年4月5日号     | 天使の徹甲弾                                 | 『ヤング・シュート』1989年11月号             |
| 夜のスツーカ                      | 『ビッグコミックオリジナル』1977年5月5日号     | 出典：『ザ・コクピット 松本零士の世界』 p106 | 出典：『ザ・コクピット 松本零士の世界』 p106 |

※タイトルの順序は、小学館叢書『ザ・コクピット』1~5巻（小学館、1990年）の収録順になっています。

## 刊行済みコミック
小学館発行の雑誌で発表された戦場まんがは、大きくシリーズ毎に分類して下記の通りである。
（A）「戦場まんがシリーズ」 
1973年 － 1978年に『週刊少年サンデー』に不定期掲載した作品群に、青年誌で発表した読み切りほか、Bの作品を加えて「少年サンデーコミックス」より全9巻で発売。
（B）「ザ・コクピット」シリーズ
1975年に『ビッグコミックオリジナル』で不定期連載した全31回に、単発掲載の作品とAの内容を加えて、ハードカバーの小学館叢書・全5巻を刊行。その後、小学館文庫から発売した文庫版の全11巻にはC、D、E、Fの内容を収録。
（C）「重弾道」シリーズ
1981年に『ビッグコミック』で連載。全5回。後にコミックス『ザ・コクピット』第5巻に初収録。
（D）「HARD METAL」シリーズ
1984年に『ビッグコミック』で連載。全19回。コミックス『HARD METAL Ⅰ』、『HARD METAL Ⅱ』として発売した後、文庫版『ザ・コクピット』第7巻 － 第8巻に収録。
（E）「BLUE METAL」シリーズ
1984年に『ビッグコミック』で連載。全9回。コミックス『HARD METAL Ⅲ』として発売後、文庫版『ザ・コクピット』第8巻に収録。
（F）「ケース・ハード」シリーズ
1993年に『ビッグゴールド』に連載。全45回。コミックス全6巻として刊行した後、文庫版『ザ・コクピット』第9巻 － 第11巻に収録。『ケース・ハード』内の連作「戦艦まほろば」のエピソードは、独立したコミックス『超時空戦艦まほろば』全2巻にまとめられたため、文庫版『ザ・コクピット』には未収録。
（G）「コクピット・レジェンド」シリーズ
1997年に『ビッグコミックオリジナル』に連載。全8回。コミックスには2回分が収録漏れ。

■少年サンデーコミックス「戦場まんがシリーズ」 全9巻
- 第1巻「スタンレーの魔女」（初版 1974年8月1日）
  - 第1話：スタンレーの魔女
    - （ダウンタウンDXの「ナキメンタリー劇場」で紹介され、出演者全員での朗読が行われた）
    - （御笠ノ忠次の脚本・演出にて劇団スペースノイドにより初舞台化、2006年9月22日から10月1日まで池袋シアターグリーンで上演）
    - （御笠ノ忠次の脚本・演出にてサバダミカンダにより再舞台化、2008年12月11日から23日まで赤坂RED/THEATERで上演）
    - （御笠ノ忠次の脚本・演出にて再々舞台化、2019年7月28日から8月8日までDDD AOYAMA CROSS THEATERで上演）

  - 第2話：パイロットハンター
  - 第3話：成層圏戦闘機
  - 第4話：零距離射撃88
  - 第5話：独立重機関銃隊
- 第2巻「鉄の墓標」（初版 1974年12月1日）
  - 第1話：鉄の墓標
  - 第2話：戦場交響曲
  - 第3話：グリーン・スナイパー
  - 第4話：鉄の竜騎兵（OVA「ザ・コクピット」の第3話として映像化）
  - 第5話：メコンの落日
- 第3巻「オーロラの牙」（初版 1976年1月15日）
  - 第1話：オーロラの牙
  - 第2話：ラインの虎
  - 第3話：ベルリンの黒騎士
  - 第4話：ゼロ
  - 第5話：音速雷撃隊（OVA「ザ・コクピット」の第2話として映像化）
  - 第6話：幽霊軍団
- 第4巻「わが青春のアルカディア」（初版 1976年8月15日）
  - 第1話：わが青春のアルカディア（同名のアニメ映画で一部が映像化。雑誌掲載時のタイトルは「不滅のアルカディア」で、単行本収録の際に一部改稿されている）
  - 第2話：爆裂弾道交差点
  - 第3話：大艇再び還らず
  - 第4話：亡霊戦士
  - 第5話：流星北へ飛ぶ
  - 第6話：成層圏になくセミ
  - 第7話：アフリカの鉄十字
- 第5巻「衝撃降下90度」（初版 1977年2月15日）
  - 第1話：衝撃降下90度
  - 第2話：紫電
  - 第3話：妖機 黒衣の未亡人
  - 第4話：潜水航法1万メートル
  - 第5話：エルベの螢火
  - 第6話：晴天365日
- 第6巻「悪魔伝の七騎士」（初版 1978年6月15日）- 小学館漫画賞受賞。
  - 第1話：悪魔伝の七騎士
  - 第2話：死神の羽音
  - 第3話：双発の騎士
  - 第4話：成層圏気流（OVA「ザ・コクピット」の第1話として映像化）
  - 第5話：銃剣戦線
- 第7巻「復讐を埋めた山」（初版 1979年6月15日）
  - 第1話：復讐を埋めた山
  - 第2話：消滅線雷撃
  - 第3話：夜のスツーカ
  - 第4話：海の花
  - 第5話：アクリルの棺
- 第8巻「勇者の雷鳴」（初版 1980年1月15日）
  - 第1話：勇者の雷鳴
  - 第2話：砂とスコッチ 前編・後編
  - 第3話：雷撃艇13号 前編・後編
  - 第4話：夜の蜉蝣 前編・後編
- 第9巻「曳光弾回廊」（初版 1980年6月15日）
  - 第1話：曳光弾回廊
  - 第2話：翼手龍の時代
  - 第3話：空白圏飛行
  - 第4話：レッドスカル
  - 第5話：吸血鬼の花束
  - 第6話：断層回路
  - 第7話：低伸弾道12.7

■小学館文庫『ザ・コクピット』 全11巻
| タイトル                                 | 初出                                                           | 別コミックス収録作                            |
| 1巻（初版1997年12月10日発行）            | 1巻（初版1997年12月10日発行）                                  | 1巻（初版1997年12月10日発行）                 |
| ---------------------------------------- | -------------------------------------------------------------- | --------------------------------------------- |
| アフリカの鉄十字                         | 『プレイコミック』1969年8月10日号                              | 「戦場まんがシリーズ わが青春のアルカディア」 |
| 成層圏になくセミ                         | 『COM』1969年10月号                                            | 「戦場まんがシリーズ わが青春のアルカディア」 |
| 幽霊軍団                                 | 『プレイコミック』1969年11月22日号                             | 「戦場まんがシリーズ オーロラの牙」           |
| パイロットハンター                       | 『週刊少年サンデー』1973年2月25日号                            | 「戦場まんがシリーズ スタンレーの魔女」       |
| 鉄の墓標                                 | 『週刊少年サンデー』1973年5月20日号                            | 「戦場まんがシリーズ 鉄の墓標」               |
| 独立重機関銃隊                           | 『週刊少年サンデー』1973年7月1日号                             | 「戦場まんがシリーズ スタンレーの魔女」       |
| 成層圏戦闘機                             | 『週刊少年サンデー』1973年8月12日号                            | 「戦場まんがシリーズ スタンレーの魔女」       |
| グリーン・スナイパー                     | 『週刊少年サンデー』1973年9月30日号                            | 「戦場まんがシリーズ 鉄の墓標」               |
| スタンレーの魔女                         | 『週刊少年サンデー』1973年11月11日号                           | 「戦場まんがシリーズ スタンレーの魔女」       |
| メコンの落日                             | 『週刊少年サンデー』1974年1月13日号                            | 「戦場まんがシリーズ 鉄の墓標」               |
| 2巻（初版1998年1月10日発行）             |                                                                |                                               |
| 零距離射撃88                             | 『週刊少年サンデー』1974年2月17日号                            | 「戦場まんがシリーズ スタンレーの魔女」       |
| 音速雷撃隊                               | 『週刊少年サンデー』1974年4月7日号                             | 「戦場まんがシリーズ オーロラの牙」           |
| 鉄の竜騎兵                               | 『週刊少年サンデー』1974年6月9日号                             | 「戦場まんがシリーズ 鉄の墓標」               |
| 戦場交響曲                               | 『週刊少年サンデー』1974年7月14日号                            | 「戦場まんがシリーズ 鉄の墓標」               |
| ゼロ                                     | 『週刊少年サンデー』1974年8月11日号                            | 「戦場まんがシリーズ オーロラの牙」           |
| ラインの虎                               | 『週刊少年サンデー』1974年11月3日号                            | 「戦場まんがシリーズ オーロラの牙」           |
| ベルリンの黒騎士                         | 『週刊少年サンデー』1974年12月15日号                           | 「戦場まんがシリーズ オーロラの牙」           |
| 晴天365日                                | 『ビッグコミックオリジナル』1975年6月20日号                    | 「戦場まんがシリーズ 衝撃降下90度」           |
| 妖機 黒衣の未亡人                        | 『ビッグコミックオリジナル』1975年7月20日号                    | 「戦場まんがシリーズ 衝撃降下90度」           |
| 大艇再び還らず                           | 『ビッグコミックオリジナル』1975年8月26日号                    | 「戦場まんがシリーズ わが青春のアルカディア」 |
| 爆裂弾道交差点                           | 『ビッグコミックオリジナル』1975年9月26日号                    | 「戦場まんがシリーズ わが青春のアルカディア」 |
| 3巻（初版1998年1月10日発行）             |                                                                |                                               |
| 潜水航法1万メートル                      | 『ビッグコミックオリジナル』1975年10月20日号                   | 「戦場まんがシリーズ 衝撃降下90度」           |
| 衝撃降下90度                             | 『ビッグコミックオリジナル』1975年11月20日号                   | 「戦場まんがシリーズ 衝撃降下90度」           |
| オーロラの牙                             | 『週刊少年サンデー』1975年10月5日号号                          | 「戦場まんがシリーズ オーロラの牙」           |
| 亡霊戦士                                 | 『ビッグコミックオリジナル』1976年1月5日号                     | 「戦場まんがシリーズ わが青春のアルカディア」 |
| 流星北へ飛ぶ                             | 『ビッグコミックオリジナル』1976年3月20日号                    | 「戦場まんがシリーズ わが青春のアルカディア」 |
| わが青春のアルカディア                   | 『ビッグコミックオリジナル』1976年5月5日号                     | 「戦場まんがシリーズ わが青春のアルカディア」 |
| 紫電                                     | 『ビッグコミックオリジナル』1976年9月1日増刊号                 | 「戦場まんがシリーズ 衝撃降下90度」           |
| エルベの螢火                             | 『ビッグコミックオリジナル』1976年10月5日号                    | 「戦場まんがシリーズ 衝撃降下90度」           |
| 勇者の雷鳴                               | 『ビッグコミックオリジナル』1977年3月5日号                     | 「戦場まんがシリーズ 勇者の雷鳴」             |
| 消滅線雷撃                               | 『ビッグコミックオリジナル』1977年4月5日号                     | 「戦場まんがシリーズ 復讐を埋めた山」         |
| 4巻（初版1998年2月10日発行）             |                                                                |                                               |
| 復讐を埋めた山                           | 『ビッグコミックオリジナル』1976年12月20日号                   | 「戦場まんがシリーズ 復讐を埋めた山」         |
| 夜のスツーカ                             | 『ビッグコミックオリジナル』1977年5月5日号                     | 「戦場まんがシリーズ 復讐を埋めた山」         |
| 成層圏気流                               | 『ビッグコミックオリジナル』1977年5月5日号                     | 「戦場まんがシリーズ 悪魔伝の七騎士」         |
| 四次元戦線                               | 『週刊少年サンデー』1977年4月24日号                            |                                               |
| 弾道トンネル150                          | 『週刊少年サンデー』1977年6月5日号                             |                                               |
| 沈黙の虎                                 | 『週刊少年サンデー』1977年7月3日号                             |                                               |
| アクリルの棺                             | 『ビッグコミックオリジナル』1977年8月5日号                     | 「戦場まんがシリーズ 復讐を埋めた山」         |
| 海の花                                   | 『ビッグコミックオリジナル』1977年10月20日号                   | 「戦場まんがシリーズ 復讐を埋めた山」         |
| 双発の騎士                               | 『ビッグコミックオリジナル』1977年11月5日号                    |                                               |
| 5巻（初版1998年2月10日発行）             |                                                                |                                               |
| 死神の羽音                               | 『ビッグコミックオリジナル』1977年10月5日号                    | 「戦場まんがシリーズ 悪魔伝の七騎士」         |
| 砂とスコッチ                             | 『ビッグコミックオリジナル』 1977年11月20日号 ‐ 12月5日号      | 「戦場まんがシリーズ 勇者の雷鳴」             |
| 雷撃艇13号                               | 『ビッグコミックオリジナル』 1977年12月20日号 ‐ 1978年1月5日号 | 「戦場まんがシリーズ 勇者の雷鳴」             |
| 夜の蜉蝣                                 | 『ビッグコミックオリジナル』 1978年1月20日号 ‐ 2月5日号        | 「戦場まんがシリーズ 勇者の雷鳴」             |
| 翼手龍の時代                             | 『ビッグコミックオリジナル』1978年2月20日号                    | 「戦場まんがシリーズ 曳光弾回廊」             |
| 空白圏飛行                               | 『週刊少年サンデー』1978年13号                                 | 「戦場まんがシリーズ 曳光弾回廊」             |
| 銃剣戦線                                 | 『週刊少年サンデー』1978年13号                                 | 「戦場まんがシリーズ 悪魔伝の七騎士」         |
| 悪魔伝の七騎士                           | 『ビッグコミックオリジナル』1978年4月5日号                     | 「戦場まんがシリーズ 悪魔伝の七騎士」         |
| 曳光弾回廊                               | 『ビッグコミックオリジナル』1978年5月5日号                     | 「戦場まんがシリーズ 曳光弾回廊」             |
| 6巻（初版1998年3月10日発行）             |                                                                |                                               |
| レッドスカル                             | 『ビッグコミックオリジナル』1978年7月5日号                     | 「戦場まんがシリーズ 曳光弾回廊」             |
| 吸血鬼の花束                             | 『ビッグコミックオリジナル』1978年8月5日号                     | 「戦場まんがシリーズ 曳光弾回廊」             |
| 断層回路                                 | 『ビッグコミックオリジナル』1978年9月5日号                     | 「戦場まんがシリーズ 曳光弾回廊」             |
| 低伸弾道12.7                             | 『ビッグコミックオリジナル』1978年10月5日号                    | 「戦場まんがシリーズ 曳光弾回廊」             |
| ニケの首飾り                             | 『ビッグコミックオリジナル』1978年11月5日号                    |                                               |
| サンタクルーズの橋                       | 『ビッグコミックオリジナル』1979年1月5日号                     |                                               |
| 妖精氷河帯                               | 『ビッグコミックオリジナル』1979年3月5日号                     |                                               |
| サンタイザベラの首飾り（重弾道シリーズ） | 『ビッグコミック』1981年8月25日号                              |                                               |
| 富嶽のいたところ（重弾道シリーズ）       | 『ビッグコミック』1981年10月25日号                             |                                               |
| 迷路地図（重弾道シリーズ）               | 『ビッグコミック』1981年11月10日号                             |                                               |
| 赤い螢（重弾道シリーズ）                 | 『ビッグコミック』1982年2月25日                                |                                               |
| 冬の蜻蛉（重弾道シリーズ）               | 『ビッグコミック』1983年2月10日号                              |                                               |
| 天使の徹甲弾                             | 『ヤング・シュート』1989年11月号                               |                                               |
| 7巻（初版1998年5月10日発行）             |                                                                |                                               |
| 爆撃兵団 鵺                              | 『ビッグコミック』1984年9月10日号                              | 「HARD METAL」                                |
| 沈黙の太陽                               | 『ビッグコミック』1984年9月25日号                              | 「HARD METAL」                                |
| 幻影第800 飛行狂誌曲                     | 『ビッグコミック』1984年11月25日号                             | 「HARD METAL」                                |
| 珊瑚海聖女王伝説                         | 『ビッグコミック』1985年1月10日号                              | 「HARD METAL」                                |
| 黒衣の太陽                               | 『ビッグコミック』1985年2月25日号                              | 「HARD METAL」                                |
| 六発の文明                               | 『ビッグコミック』1985年4月25日号                              | 「HARD METAL」                                |
| 藍青螢                                   | 『ビッグコミック』1985年8月25日号                              | 「HARD METAL」                                |
| 紫電碧血                                 | 『ビッグコミック』1985年12月10日号                             | 「HARD METAL」                                |
| 軍旗眠るところ                           | 『ビッグコミック』1986年1月25日号                              | 「HARD METAL」                                |
| 夜の豹                                   | 『ビッグコミック』1986年7月10日号                              | 「HARD METAL Ⅱ」                              |
| 人魚姫Ⅱ世                                | 『ビッグコミック』1986年9月25日号                              | 「HARD METAL Ⅱ」                              |
| メフィスト                               | 『ビッグコミック』1987年2月10日号                              | 「HARD METAL Ⅱ」                              |
| 昨日の帝國                               | 『ビッグコミック』1987年4月10日号                              | 「HARD METAL Ⅱ」                              |
| 北の琥珀                                 | 『ビッグコミック』1987年5月25日号                              | 「HARD METAL Ⅱ」                              |
| 8巻（初版1998年5月10日発行）             |                                                                |                                               |
| 鉄の女王                                 | 『ビッグコミック』1987年6月10日号                              | 「HARD METAL Ⅱ」                              |
| 両刃の石器                               | 『ビッグコミック』1987年6月25日号                              | 「HARD METAL Ⅱ」                              |
| 虎は暗礁の彼方へ                         | 『ビッグコミック』1987年7月10日号                              | 「HARD METAL Ⅱ」                              |
| 永久地雷原                               | 『ビッグコミック』1987年7月25日号                              | 「HARD METAL Ⅱ」                              |
| 武装原始人の足音                         | 『ビッグコミック』1987年9月10日号                              | 「HARD METAL Ⅱ」                              |
| 鋼鉄の指輪                               | 『ビッグコミック』1988年5月10日号                              | 「HARD METAL Ⅲ」                              |
| 心臓の記憶                               | 『ビッグコミック』1988年5月25日号                              | 「HARD METAL Ⅲ」                              |
| 九九式の伝言                             | 『ビッグコミック』1988年11月10日号                             | 「HARD METAL Ⅲ」                              |
| 43年の妄想                               | 『ビッグコミック』1988年11月25日号                             | 「HARD METAL Ⅲ」                              |
| FIRE EATER                               | 『ビッグコミック』1989年3月25日号                              | 「HARD METAL Ⅲ」                              |
| クロノグラフの墓標                       | 『ビッグコミック』1989年4月10日号                              | 「HARD METAL Ⅲ」                              |
| 12枚レンズの彼方                         | 『ビッグコミック』1989年4月25日号                              | 「HARD METAL Ⅲ」                              |
| 髑髏の追憶                               | 『ビッグコミック』1990年1月10日号                              | 「HARD METAL Ⅲ」                              |
| 碧き血の紋章 SKY EMBLEM                  | 『ビッグコミック』1990年1月25日号                              | 「HARD METAL Ⅲ」                              |
| 9巻（初版2005年10月10日発行）            |                                                                |                                               |
| シルクワーム ミッション                  | 『ビッグゴールド』1993年1月号                                  | 「ケース・ハード」コミックス第1巻             |
| エルドラド成層圏の伝説                   | 『ビッグゴールド』1993年2月号                                  | 「ケース・ハード」コミックス第1巻             |
| 闇夜の仮面舞踏会                         | 『ビッグゴールド』1993年3月号                                  | 「ケース・ハード」コミックス第1巻             |
| 鷲は明日飛ぶ                             | 『ビッグゴールド』1993年4月号                                  | 「ケース・ハード」コミックス第1巻             |
| 片霊漂白 片雲万里                        | 『ビッグゴールド』1993年5月号                                  | 「ケース・ハード」コミックス第1巻             |
| 野戦技術兵団記録 三人盗賊                | 『ビッグゴールド』1993年6月号                                  | 「ケース・ハード」コミックス第1巻             |
| 蚊柱の彼方                               | 『ビッグゴールド』1993年7月号                                  | 「ケース・ハード」コミックス第2巻             |
| 夏のバラライカ                           | 『ビッグゴールド』1993年8月号                                  | 「ケース・ハード」コミックス第2巻             |
| ブラックアウト 108                       | 『ビッグゴールド』1993年9月号                                  | 「ケース・ハード」コミックス第2巻             |
| 10巻（初版2005年11月10日発行）           |                                                                |                                               |
| 死せる王女の楽園                         | 『ビッグゴールド』1993年10月号                                 | 「ケース・ハード」コミックス第2巻             |
| 明日の装甲兵                             | 『ビッグゴールド』1993年11月号                                 | 「ケース・ハード」コミックス第2巻             |
| 黒の軍艦旗                               | 『ビッグゴールド』1994年1月号                                  | 「ケース・ハード」コミックス第2巻             |
| 緑の絨毯                                 | 『ビッグゴールド』1994年2月号                                  | 「ケース・ハード」コミックス第2巻             |
| レニングラードの椰子の実                 | 『ビッグゴールド』1994年3月号                                  | 「ケース・ハード」コミックス第2巻             |
| 赤道霊の伝説                             | 『ビッグゴールド』1994年4月号                                  | 「ケース・ハード」コミックス第3巻             |
| 虚空弾道 1945                            | 『ビッグゴールド』1994年5月号                                  | 「ケース・ハード」コミックス第3巻             |
| 銃擲弾筒の遺言                           | 『ビッグゴールド』1994年6月号                                  | 「ケース・ハード」コミックス第3巻             |
| 黒船漂流記                               | 『ビッグゴールド』1994年8月号                                  | 「ケース・ハード」コミックス第3巻             |
| ガンサイト4                              | 『ビッグゴールド』1994年9月号                                  | 「ケース・ハード」コミックス第3巻             |
| 成層圏の神殿                             | 『ビッグゴールド』1994年10月号                                 | 「ケース・ハード」コミックス第4巻             |
| 重力兵器9000                             | 『ビッグゴールド』1994年11月号                                 | 「ケース・ハード」コミックス第4巻             |
| 暴龍の涙滴                               | 『ビッグゴールド』1994年12月号                                 | 「ケース・ハード」コミックス第4巻             |
| 11巻（初版2005年12月10日発行）           |                                                                |                                               |
| 交響詩『棺桶』第五番                     | 『ビッグゴールド』1995年1月号                                  | 「ケース・ハード」コミックス第4巻             |
| 祖母の日本刀                             | 『ビッグゴールド』1995年3月号                                  | 「ケース・ハード」コミックス第4巻             |
| 黒蠅の伝言                               | 『ビッグゴールド』1995年4月号                                  | 「ケース・ハード」コミックス第5巻             |
| 第四の忠誠                               | 『ビッグゴールド』1995年5月号                                  | 「ケース・ハード」コミックス第5巻             |
| 蝙蝠兵団                                 | 『ビッグゴールド』1995年7月号                                  | 「ケース・ハード」コミックス第5巻             |
| 海神の応接間                             | 『ビッグゴールド』1995年8月号                                  | 「ケース・ハード」コミックス第5巻             |
| 化石城の亡霊                             | 『ビッグゴールド』1995年11月号                                 | 「ケース・ハード」コミックス第6巻             |
| 無の島の二人                             | 『ビッグゴールド』1995年12月号                                 | 「ケース・ハード」コミックス第6巻             |
| 真空管作戦                               | 『ビッグゴールド』1996年1月号                                  | 「ケース・ハード」コミックス第6巻             |
| 戦いの末裔                               | 『ビッグゴールド』1996年2月号                                  | 「ケース・ハード」コミックス第6巻             |
| 奈落魔道の妖霊                           | 『ビッグゴールド』1996年3月号                                  | 「ケース・ハード」コミックス第6巻             |
| 親爺の親心                               | 『ビッグゴールド』1996年4月号                                  | 「ケース・ハード」コミックス第6巻             |

■ビッグコミックス『コクピット・レジェンド』 全1巻
| タイトル                      | 初出                                         | 備考                                    |
| 1巻（初版1997年12月10日発行） | 1巻（初版1997年12月10日発行）                | 1巻（初版1997年12月10日発行）           |
| ----------------------------- | -------------------------------------------- | --------------------------------------- |
| 誇りの墓場                    | 『ビッグコミックオリジナル』1997年9月増刊号  |                                         |
| 暗黒の魔女                    | 『ビッグコミックオリジナル』1997年11月増刊号 |                                         |
| 振動（フラッター）100         | 『ビッグコミックオリジナル』1998年1月5日号   |                                         |
| 界雷防御線第13號              | 『ビッグコミックオリジナル』1998年5月増刊号  |                                         |
| 碧血の旗                      | 『ビッグコミックオリジナル』1998年7月増刊号  |                                         |
| 冥界からの手紙                | 『ビッグコミックオリジナル』1998年7月20日号  |                                         |
| 自転弾道                      | 『ビッグコミックオリジナル』1998年11月増刊号 | ★コミックス未収録                       |
| 真空流体                      | 『ビッグコミックオリジナル』1999年3月増刊号  |                                         |
| 無のモナリザ                  | 『ビッグコミックオリジナル』1999年9月増刊号  | ★コミックス未収録                       |
| 錆の海の旅人                  | 『ビッグゴールド』1996年8月号                | ※本来は「ケース・ハード」シリーズの一篇 |

## シリーズ作品

### 音速雷撃隊
『週刊少年サンデー』（小学館）にて1974年15号に掲載された。
第二次世界大戦末期、「人間爆弾」「BAKA BOMB（馬鹿爆弾）」と揶揄された特攻兵器である桜花と、その搭乗員、そして桜花の運用母機となった一式陸攻搭乗員たちの悲壮な戦いを描いた作品である。ただ単純に搭乗員たちの奮闘をヒロイックに表現するばかりではなく、敵役となる米軍の視点に立った描写もあり、敵味方関係なく感じられる普遍的な戦争の無常感や侘びしさを描いている。

#### あらすじ
太平洋戦争末期、沖縄に展開する米機動部隊に抗するために編成された桜花特別攻撃隊であったが、重厚な米軍の邀撃態勢と桜花そのものの運用の困難さもあって、思ったような成果をあげられずにいた。そんな中、図らずも桜花による特攻に頓挫し、ただひとり基地に生還した野中少尉は、引き続き特攻を行うため新たな一式陸攻搭乗員たちと相見える。一式陸攻の機長・山岡中尉は戦争で死んだ大勢の若者たちがあと30年生きていたらと思いを馳せるが、仲間を失った米軍の搭乗員たちも同じ思いであった。
翌日、再びの出撃となった桜花特別攻撃隊だったが、米軍の激しい迎撃に遭い、野中と桜花を搭載した一式陸攻は米艦隊に接触する以前に被弾・炎上する。桜花と自分を投棄して逃げろと懇願する野中であったが一式陸攻は飛び続け、ついに米艦隊の目視圏内まで到達することに成功し、桜花を切り離した。バラバラになって燃え墜ちていく一式陸攻を背に、野中を乗せた桜花はロケットエンジンを点火し米空母への特攻を成し遂げたのだった。
損害を受けた米空母の艦長は広島に原子爆弾が投下されたことを知り「おれたちも、きちがいか...... 敵も味方も、みんなきちがいだ...」と呟き、爆沈する米空母と運命を共にする。

#### 登場人物

##### 大日本帝国海軍関係者
野中 少尉
桜花操縦士。階級は海軍少尉。両頬に凄味のある縫合痕を持つが、使命感が強く穏やかな青年である。ロケット工学を学びロケット技師を目指していたが、皮肉にもロケット兵器である桜花の搭乗員となってしまう。野中の初陣は、米海軍護衛戦闘機部隊の迎撃によって、乗機も含め壊滅的被害を受けてしまう。焦りのあまり、野中は標的が桜花の航続距離の圏外にも関わらず乗り込んで射出しようとしたため、一式陸攻搭乗員の手によって気絶させられる。野中は一式陸攻搭乗員の手により落下傘をくくり付けられ、機外に放り出される。後に二式大艇に救助された。もはや避けられない自身の死に対しては覚悟ができている様子であるが、山岡ら一式陸攻の搭乗員に対しては最期まで気遣いを忘れることはなかった。
山岡中尉
桜花の母機となる一式陸攻の機長。海軍中尉。特攻すれば確実に死ぬ野中に対して親身に接する。敗戦や死を覚悟しているためか飄々とした雰囲気であり、それは他の一式陸攻搭乗員たちにも共通している。
沖海上飛曹
桜花の母機となる一式陸攻の副操縦士。海軍一等飛行兵曹。
股上一飛曹
鳥目一等水兵
遠山三等水兵
畑二等水兵
大川二等水兵
護衛戦闘機隊操縦士
桜花特別攻撃隊を護衛する零戦の操縦士。自身も頭部に怪我を負った身ながら、桜花隊を全滅させてしまったことを野中に詫びた。

##### アメリカ軍関係者
米直衛戦闘機隊パイロット
米機動艦隊に所属するパイロット。人間爆弾「桜花」を使う日本軍をキチガイの集団と呼び、機動部隊を守るために桜花特別攻撃隊を迎撃する。乗機のF6Fには、旭日旗5、日章旗5の計10機分の撃墜マークがペイントされており、相応のエースであることが窺える。山岡中尉の操縦する一式陸攻を飛行不能状態にまで追い詰めるが、直後、零戦直掩機により撃墜された。
米偵察機パイロット
SBDドーントレス にて桜花隊を偵察したが、その直後に零戦の直掩機に見つかってしまい、救助を求めるも撃墜された。世界一の漫画家になりたいというのが口癖だった。
米空母艦長
米機動艦隊に属する空母の艦長。作中で階級は明かされてはいないが襟の階級章は星3つであることから、中将と思われる。

##### 民間人
琴を弾く女性
野中の出撃前夜、基地の傍らで琴を弾いていた女性。

### 鉄の竜騎兵
『週刊少年サンデー』（小学館）にて1974年24号に掲載された。
太平洋戦争後期のフィリピンの戦いを舞台に、オートバイ兵士同士の戦闘を描いた物語。「鉄の竜騎兵」とは、オートバイの兵士を指している。

#### あらすじ
1944年、フィリピン。ゼラバンカ平原。第28独立野戦重砲兵連隊は、撤退前に最後の抵抗を試みていた。砲兵隊は日本本土から持ってきていた野戦重砲を1発も撃たず撤退することはできないという理由で、20km先の米砲兵陣地を砲撃する。
その様子を見ていた古代一等兵は敵からの激しい応射が来ると予想し、仲間と共に塹壕に逃げ込む。直後、米砲兵陣地から放たれた砲弾が降り注ぎ、砲兵隊はおろか、連隊司令部もろとも焼け野原と化してしまう。
そんな中、カラケチル飛行場からの伝令として単車に乗った宇都宮一等兵が到着する。彼は、カラケチル飛行場守備隊と航空隊が米軍の攻撃で危うくなっていることを伝えるため、援軍の要請に来たのだ。
しかし、先程の砲撃で連隊司令部ごと焼け野原になってしまったことを古代一等兵から説明を受けた。第28独立野戦重砲兵連隊の生き残りは師団命令により転進命令が下され、宇都宮一等兵は日没後にカラケチル飛行場へ戻ろうしたが古代一等兵により引き止められ、そのまま眠ってしまう。宇都宮一等兵が転進命令を伝えに100km先のカラケチル飛行場に戻るにしても、単車は焼き付きやその他損傷により再始動不能となっており実質不可能であった。
宇都宮一等兵が目を覚ますと、そこには部隊が撤退したのにも関わらず残留した古代一等兵の姿があった。故障していた単車は直っており、古代一等兵いわく「自動車整備中隊の人間が壊れた単車や自動車の部品を集めて直した」と説明した。宇都宮一等兵はカラケチル飛行場に単独で戻ろうとしたが、自称「戦闘の専門家」だという古代一等兵が半ば強引に側車に乗り込んでしまう。そうして2人はカラケチル飛行場に向けて走り出したのであった。
日が登ると同時に、友軍機による銃撃を受け、憤慨した古代一等兵は軽機関銃を構えるが、友軍機は不安定な機動のまま失速しそのまま墜落する。2人は墜落現場に向かうが、大破した機体の傍らで横たわっている米兵の遺体を確認する。日本軍の塗装のままで敵が飛ばし、油断した日本兵を襲っていたのだ。近くにカラケチル飛行場の他に飛行場は無いことから、飛行場守備隊が全滅したことを両者は察する。古代一等兵は「行くだけ無駄ではないか」と問うが宇都宮一等兵は「約束がある」としてカラケチル飛行場に向かうことを引き続き決行する。
見晴らしの良い平野を日中に走行していると発見される可能性が高くなるため、カラケチル飛行場まで20分の地点で野営をするが、その夜、突如米兵のパトロール隊に襲撃を受ける。古代一等兵は歩兵を手榴弾で爆殺し、宇都宮一等兵の代わりに単車に乗り込む。直後、単車に乗った米兵に発見され単車同士の撃ち合いとなる。宇都宮一等兵は古代一等兵がいつの間にか身につけたレース用ゴーグルを見て、彼もまた単車に乗っていたこと、そして自分の単車を修理したのも古代一等兵だということを理解する。このまま撃ち合っていても埒が明かないと考えた古代一等兵は側車を正面から米兵の頭部へ当て、単車から落下させることに成功する。
その後、古代一等兵は宇都宮一等兵を強制的に側車から下ろした後、自身が戦前のレース中、マシントラブルで最後までゴールできなかったことを吐露し、飛行場行きは自身にとっての最後のレースであるということを宇都宮一等兵へ心の内を明かす。そして、米兵に占領されたカラケチル飛行場を「ゴール」と称し、単身突入する。
米兵の機関銃による激しい応戦で、遂に単車は動かなくなる。宇都宮一等兵は先の敵機の襲撃時に負った銃創が原因で、最後まで単車の名を呼びながら息絶える。古代一等兵は飛行場にこそたどり着けなかったが、死ぬまでに走り抜いたことを満足し笑みを浮かべながら息絶えたのだった。

#### 登場人物
古代一等兵
大日本帝国陸軍第28独立野戦重砲兵連隊所属の一等兵。米軍砲兵部隊からの応戦で塹壕に仲間と共に隠れていたところへ、単車に乗りやってきた宇都宮一等兵と出会う。自称「戦闘の専門家」である。
宇都宮一等兵
カラケチル飛行場守備隊所属の一等兵。守備隊と航空隊が米軍の攻撃により危うくなっているため、伝令として単車に乗り込み100km離れた第28独立野戦重砲兵連隊へ到着する。飛行場守備隊に熊田と川上という戦友がいる。
パトロール隊員
物語終盤で登場する、単車に乗った米兵。片手にM3サブマシンガンを構え、古代一等兵らを執拗に追い回す。

#### 登場兵器
九七式側車付自動二輪車
宇都宮一等兵の乗る単車。排気量は1200cc。伝令の為に使用されたが、各部の損傷と焼き付きにより再始動不能となる。その後、修理され走行できるようになった。壊れた単車や自動車の部品、ハーレーや陸王、くろがねやダットサンの部品が取り付けられ、側車には機関銃中隊から貰ったという九六式軽機関銃が取り付けられた。
ハーレー・ダビッドソン WLA
米軍パトロール隊所属の米兵が使用する。
三式戦闘機
大日本帝国陸軍カラケチル飛行場航空隊の所有する戦闘機。友軍である古代一等兵らを夜明けと共に銃撃する。
九六式十五糎加農砲
第28独立野戦重砲兵連隊の所有する野砲。日本本土から輸送されてきたものの、使用する機会が1度も無かったため、部隊の転進前に1度だけ使用される。
一〇〇式機関短銃
宇都宮一等兵が所持していた短機関銃。作中では「短機関銃」と呼ばれているが、正式名称は「機関短銃」である。1度も使用されていない。
九四式拳銃
宇都宮一等兵が所持していた拳銃。1度も使用されていない。

### 衝撃降下90度
『ビッグコミックオリジナル』（小学館）にて1975年11月20日号に掲載された。
第二次世界大戦末期、試作戦闘機での音速突破に挑戦するパイロットと技術者の奮闘を描く。いわゆる「戦場まんがシリーズ」の中でも代表作の一つ。シリーズ単行本第5巻の表題作である。

#### あらすじ
本土空襲が始まり日本の敗色が濃い1945年（昭和20年）夏。日本本土を襲うB-29戦略爆撃機と護衛戦闘機P-51ムスタングに対抗できる迎撃機は日本には存在せず、それらに勝つためには音速を突破できるような高性能戦闘機が必要とされていた。
しかし最早、日本ではジェット戦闘機もロケット戦闘機も開発する余力などない。使い慣れたレシプロエンジンのプロペラ戦闘機で限界までの性能を追求するべきではないのか？操縦士である台場は親友である技術者の山越が開発した試製高高度戦闘機「キ-99」にて垂直急降下による限界速度性能試験を行う。
しかし、技術や材質の限界で事故が続出、台場は重傷を負う。もはや音速を超えることなど不可能だと絶望する山越、「お前の嘘のせいで俺は手足を失ったのか」と詰問する台場。
もはや日本軍には資材も燃料も無い。撃墜されたB-29から回収した資材まで利用して最後に作製された試作3号機でテストに発進する台場。八丈島上空で彼は偶然、アメリカ陸軍のP-47の編隊に遭遇し追跡を受ける。
当時米軍一の急降下性能をもったP-47の追跡をうけながら最後の降下テストに挑む台場。そして彼が見たものとは……。

#### 登場人物
声優はラジオドラマ版（後述）のもの。
台場
声 - 神谷明
操縦士。キ-99による垂直急降下試験に挑戦し音速突破を目指す。音速の壁に打ちのめされるうち、いつしか彼の敵はアメリカ軍ではなく音の壁そのものに変わっていく。作中では軍籍にあるのかメーカーのテストパイロットなのか、階級なども含めて描写されていない。次第に体に欠損が増えていき、最後は片目と片足、片腕を失いながらも、三度目の実験において、追跡してくるP-47は音速を越えた時点で機体が耐え切れず空中分解、キ-99は音速を突破して1,225 km/hに達したところで、空中分解した機体に巻き込まれて台場は死亡した。
山越
声 - 富山敬
技術者。キ-99の設計者でもある。作中ではメーカーの開発者なのか軍の技術者なのかは語られてはいない。台場とは飛行機を作り始めたころからの親友である。ラストシーンで航空機が音速を超えた時に発生するソニックブームを聞き、台場の死を悟った。

#### 登場する兵器
試製高高度戦闘機「キ-99」
本品に登場する架空の試作戦闘機。パワーダイブ（全速降下）にて音速突破可能なことを念頭に開発された高高度戦闘機で、少しずつ仕様の違う3機が製作された。名称にキ番号が付与されていることから陸軍機と思われる。高度10,000 mで880 km/hの速度を発揮可能なように設計されており、滞空時間は12時間を越える。
前縁に若干の前進角がついた角ばった翼端の主翼を持つ低翼機で、翼幅は全長と比べると短い。エンジンは型式不明の18気筒2列空冷星型エンジンをタンデム2基搭載。装備している2基の排気タービン（キ87のものと同型）には、墜落したB-29から回収したマグネシウム合金が用いられている。4翅の二重反転プロペラを有しており、冷却用空気取り入れ口は二重反転プロペラのスピナーの内部にある。その形状のため、空冷エンジン機ではあるが、劇中でキ-99を目撃したB-29の搭乗員がエンジンが液冷か空冷かを判別しかねている。また、胴体下部にはジェット効果の発生をもくろんで、単排気管（一号機は5本、二・三号機は4本）を纏めたものが後方に向かって突き出している。
乗員は1名で、操縦席は与圧気密室となっており、パイロットは酸素マスクと電熱服を着用。武装の詳細は不明だが、両主翼に機銃を計2門装備している。また、胴体もしくは両主翼の下部には、胴体には魚雷型のものを1個、主翼には片翼毎に2個、最大5個の落下タンクを懸架することができる。
なお、戦場まんがシリーズの後身「ザ・コクピット」内の作品『ガンサイト4』には、「キ-99試作高速戦闘機I型」という機体が登場している。『ガンサイト4』でのキ-99は陸海軍の共同開発機であり、制式名は「六式戦闘機一型」とされている。エンジンはタンデム配置された誉四四型（2,600 hp）2基となり、二重反転プロペラや排気タービンは装備されていない。最大速度は820 km/hで、加速性能や機動性でもP-51を上回る。主翼の20mm機関砲ホ-7（架空）6門と自動空戦フラップのほか、四式小型射撃照準器を装備している。生産機数は1機で、飛行第244戦隊に配備された。
元は松本が幼少期から空想していた夢の戦闘機で、あくまで架空機ではあるがその人気は高く、松本自身を含むさまざまな作家の作品でオマージュがささげられている。1/32スケールのデスクトップモデルが発売されていたこともある。なお、「キ-99」という名称は作品発表後に設定されたものであり、作中では特に固有名詞では呼ばれていない（一号機、二号機、三号機と個々の機体が呼ばれているのみである）。
史実における「キ99」は、陸海軍共用機として陸軍から三菱重工業に開発が指示された局地戦闘機だが、計画のみに終わっている。
B-29 スーパーフォートレス
P-51 ムスタング
P-47 サンダーボルト
打倒すべきアメリカ軍の高性能機の象徴として登場。作中キ-99はP-47の追跡を受ける。
Me163 コメート
B-17フライングフォートレスに対するドイツ空軍の対抗策として例示される。
橘花
秋水
日本軍が開発中のジェット戦闘機・ロケット戦闘機の試作機として例示される。しかし、もはや大戦中の実用化には間に合わないと判断され、キ-99の実験が行われたという設定である。

### 紫電
『ビッグコミックオリジナル』（小学館）にて1976年9月1日号に掲載された。第二次世界大戦中、撃墜された戦闘機パイロットによる敵への復讐を描いた作品である。

#### あらすじ
太平洋戦争フィリピン戦線にて、海軍航空隊パイロット服部中尉は紫電で任務中、P-38戦闘機の編隊に不意打ちを喰らい撃墜される。からくも落下傘降下で脱出するも地上でも機銃掃射をうけ命からがら逃げ回る羽目に。
翌年、命からがら本土に帰還した彼を待っていたのは、その時撮影されていたガンカメラの映像がニュース映画として全世界に公開されたという屈辱的な出来事であった。
彼を撃墜しフィルムを撮影したマッドウェー大尉に復讐を誓う服部中尉、しかし戦局は彼の個人的な事情など許さないほど切迫しており、彼にも特攻隊の直援隊として決死の出撃命令が下る。必死の出撃の前に彼の機体付の整備兵は激励する。「服部さん、あんたは絶対死なしまへんで！絶対！」
何度か出撃をするが、ある理由で必ず生き延びる服部。復讐のために生き残りの屈辱に耐える彼だが、やがて訪れた敗戦の報が彼をさらに打ちのめす。服部中尉の復讐は叶うのか？……

#### 登場人物
服部中尉
日本海軍中尉の戦闘機搭乗員。フィリピン上空での屈辱的な出来事が彼の運命を大きく変える事になる。
整備兵
氏名階級不詳。本人いわく名整備兵。服部中尉が復讐の本懐を遂げられるように支援する。
ベン・クリスチャン・マッドウェー大尉
服部を撃墜したアメリカ陸軍航空隊の戦闘機パイロット。服部の復讐の対象となる彼も、不意打ちで撃墜した服部ともう一度正面から撃ち合い決着を付けることを望んでいた。

#### 登場する兵器
局地戦闘機 紫電
服部中尉の愛機。フィリピン戦線から彼は一貫してこの機種に搭乗している。
P-38 ライトニング
マッドウェー大尉の愛機。ヨーロッパ戦線より彼はこの機種で転戦してきている。

### 成層圏気流
『ビッグコミックオリジナル』1977年5月5日号に掲載された。核弾頭を輸送する護衛任務を命じられたドイツ空軍パイロットの戦いと葛藤を描く。

#### あらすじ
1944年、ドイツ。ドイツ空軍パイロット、エアハルト・フォン・ラインダース大尉(以下、ラインダース)とハルトマン大尉はマルプレッケン上空をFw190A-4にて夜間飛行中に、スピットファイア3機からの襲撃を受ける。ハルトマンは被弾、炎上したため、脱出を試みるが、キャノピーが開かずそのまま空中爆発し、戦死してしまう。ラインダースは引き続き英軍機の追尾を受けるが、高度9000mの高高度での戦闘では性能に不利が生じ、振り切ることは不可能と判断したため、自ら脱出する。
脱出後は空中でパラシュートが展開しないなどのトラブルもあったが、マンハ湖へ無事着水することに成功する。直後、友軍の兵士から機体がマンハ湖近くの草原に不時着していることを知らされる。機体は不時着による地面との干渉によりプロペラの先端が曲がっている他、外傷は無かった。
基地に戻ったラインダースは、1発の銃痕もなく、また全く異常のないFw190A-4を目の当たりにした兵士達や上官から、戦闘機を戦わずして放棄したという卑怯者の烙印を押されてしまう。
基地内にて、鹵獲したB-17を見たラインダースは、ある輸送任務の護衛を任される。任務の概要はロケット実験場のあるペーネミュンデまで鹵獲したB-17で「ある積荷」を輸送するというものだった。B-17の搭乗員にはかつてラインダースが原子物理学を学んでいた時の恩師であるバフスタイン教授とその助手であり娘でもあるメルヘンナーが搭乗することになっていた。搭乗する理由を問うが機密事項だとはぐらかされる。そして護衛する際には今までのFw190A-4とは異なるTa152H-1への搭乗を言い渡される。
その夜、ラインダースはメルヘンナーから「私は護衛してもらいたくない」と任務とは意に反する言葉を聞かされる。そしてその理由をラインダースに教えるべく、メルヘンナーはラインダースを連れて、離陸までの間、監視が厳しいB-17へ潜り込む。B-17の爆弾槽内に固定してある積荷を見てラインダースは、V2ロケットに搭載する予定の核弾頭であることを理解する。ラインダースの護衛任務は核弾頭を搭載したB-17をロケット実験場のあるペーネミュンデまで護衛するというものだったのだ。メルヘンナーは「ロンドンかワシントンかモスクワか、どこかが消滅する。ドイツが造らなくてもいずれどこかが造る。でも、これを最初に人類の頭上に落とした者は、悪魔に魂を売った、血も涙もない鬼として人類の歴史に記憶されてしまう。」と語る。
夜間に、任務は開始された。核弾頭を搭載したB-17にはパイロットの他、バフスタイン教授とメルヘンナー、そしてラインダースの上官が搭乗した。ラインダースは友軍のB-17であると敵に気づかれないよう、無線封鎖を行った。予想通り、敵のスピットファイア3機が現れ、B-17に対し、攻撃態勢をとった。しかし、ラインダースはこれらの敵機を迎撃しなかった。そのため、被弾により炎上したB-17は墜落の一途を辿る。機内でバフスタイン教授はラインダースが敵機を迎撃しなかった訳を理解し、娘のメルヘンナーと共にラインダースへの感謝を伝えながら、運命を共にする。
B-17の機体が爆散したことを確認したラインダースは、敵のスピットファイアに向けて襲いかかった。Ta152H-1は高度10,000mでもスピットファイアに劣らない性能を誇り、高火力を以て全機を撃墜する。
そして、ラインダースは卑怯な振る舞いを二度侵した、哀れな戦闘機パイロットとして永久に卑怯者の烙印を押されてしまうのだった。

#### 登場人物
エアハルト・フォン・ラインダース大尉
ドイツ空軍のエースパイロット。Fw190A-4の高高度での運用に疑問を抱いている。そのため、高度9,000mで敵機3機に追われた際には危険と判断し脱出するが、投棄された機体自体は大きな損害もなく、また弾痕も無かったため、敵前逃亡した卑怯者としての烙印を押されてしまう。極秘任務である鹵獲したB-17の護衛のため、最新鋭の戦闘機Ta152H-1に搭乗する。
メルヘンナー
バフスタイン教授の娘。父と共に核兵器の研究、開発を行っている。ドイツの核兵器の運用に対し、疑問を抱いている。ラインダースとは親密な仲にある。
バフスタイン教授
ラインダースが原子物理学を学んでいた時の恩師。娘のメルヘンナーと共に核兵器の研究、開発を行っている。ドイツの核兵器の運用に対し、疑問を抱いている。

#### 登場兵器
Ta-152H-1
ラインダースが鹵獲したB-17を護衛する際に搭乗する機体。原型はフォッケウルフ Fw190だが、性能を大きく凌駕している。ブレーメンの工場で完成した最初の量産型である。高度12,500mで時速約750km/h。武装は30mmMK108機関砲一門、MG 151 機関砲二門である。高度10,000mでスピットファイアを圧倒する。
FW-190A4
物語前半でラインダースが最初に搭乗していた機体。僚機がスピットファイアに撃墜され、3機に追尾される。高高度での戦闘は性能差から危険と判断しラインダースは脱出するが、無人の機体自体は無傷のまま、湖近くの草原に不時着する。
B-17
不時着した完全品をドイツ空軍が鹵獲した。主翼と胴体には黒十字、尾翼にはハーケンクロイツが塗装されている。ロケット実験場のあるペーネミュンデまでV2ロケットに搭載する予定の核弾頭を輸送する。

## 他の作品との関係
第4巻の「わが青春のアルカディア」では宇宙海賊キャプテンハーロックの主人公であるハーロックの先祖（ファントム・F・ハーロック2世）が登場。ハーロックの愛機でもあるアルカディア号や、親交のあった台場についても描かれている。同名のアニメ映画「わが青春のアルカディア」ではこの話がストーリーに織り込まれているが、ハーロックの相手役が台場ではなく、大山トチローの先祖（大山敏郎）に変更されている。また第一巻「スタンレーの魔女」でのファントム・F・ハーロック1世のエピソードも織り込まれているが、ハーロック1世の声を演じたのが石原裕次郎であり、当時その高額なギャラが話題となっている（わが青春のアルカディア参照）。

## OVA
1993年に『ザ・コクピット』（THE COCKPIT）として、オムニバス形式のアニメ作品（OVA）として映像化された。制作はマッドハウス、ジャコム、ビジュアル80。映像化された作品は「成層圏気流」、「音速雷撃隊」、「鉄の竜騎兵」の3本。

### 成層圏気流
原作は第6巻「悪魔伝の七騎士」収録の第4話「成層圏気流」。原子爆弾輸送機の護衛任務を命じられたドイツ空軍パイロットの戦いと葛藤を描く。
- 脚本・キャラクターデザイン・作画監督・監督：川尻善昭
- メカニックデザイン・メカニック作画監督：長濱博史
- 原画：小池健、箕輪豊、寺岡賢司、江面久、長濱博史、川尻善昭
- 美術：青木勝志
- 色彩設計：三笠修
- 撮影監督：山口仁
- 編集：尾形治敏、伊藤勇喜子、寺内聡
- 音響監督：明田川進
- 音楽：川崎真弘
- 助監督：神田直人
- 制作プロデューサー：高江勇次
- キャスト
エアハルト・フォン・ラインダース：堀内賢雄
メルヘンナー：篠原恵美
上官：有本欽隆
バフスタイン：福田信昭
ハルトマン：伊藤栄次
歩兵Ａ：石井康嗣
歩兵Ｂ：坂東尚樹
ナレーション：岡部政明

### 音速雷撃隊
原作は第3巻「オーロラの牙」収録の第5話「音速雷撃隊」。太平洋戦争末期における桜花特別攻撃隊の戦いを描く。
- 脚本：わぐりたかし
- 監督：今西隆志
- キャラクターデザイン・作画監督：川元利造
- メカニックデザイン：カトキハジメ
- 助監督：市野文隆
- 原画：鎌田祥央、吉田徹、才谷梅太郎、菅原あわじ、佐野浩敏、つるやまおさむ、清山滋崇、杉浦幸次、都留稔幸、津野田勝敏、山崎展義、森下圭介、秦野好紹、村上勉、川上俊弘、野口啓生、川元利造
- 美術：野崎俊郎
- 撮影監督：沖野雅英
- 編集：鶴渕友彰
- 音響監督：明田川進
- 音楽：井上鑑
- 制作プロデューサー：佐伯雅久
- キャスト
野上靖少尉：緑川光
山岡中尉：緒方賢一
沖海兵曹長：小野坂昌也
股上一飛曹：塩屋浩三
艦長：大宮悌二（エンドロールでは、大宮梯二とあるが誤植である）
土方：堀内賢雄
ランバード中尉：藤原啓治
大川二飛曹：茶風林
遠山上飛曹：太田真一郎
長目二飛曹：北島淳司
畑二飛曹：星野充昭
士官Ｂ：中嶋聡彦
銃手Ａ：高木渉
銃手Ｂ：岩永哲哉
紫電の声：松尾貴司
ナレーション：岡部政明

### 鉄の竜騎兵
原作は第2巻「鉄の墓標」収録の第4話「鉄の竜騎兵」。フィリピンの戦場で戦う日米のオートバイ兵の戦いを描く。
- 脚本・監督：高橋良輔
- 絵コンテ・演出：寺田和男
- キャラクターデザイン・作画監督：斉藤浩信
- メカニックデザイン・作画監督：森川定美
- 原画：森川定美、渡辺純夫、寺岡賢司、前沢弘美、中村和代、華房泰堂、福山政敏、山崎登志樹、加来哲郎、竹内志保、岸田隆宏、飯野あきら
- 色彩設定：佐々木雅人
- 美術監督：勝又激
- 撮影監督：細野正
- 編集：谷口一
- 音響監督：明田川進
- 音楽：和田薫
- 制作プロデューサー：蔭山康生、小林正典
- キャスト
古代一等兵：永井一郎
宇都宮一等兵：山口勝平
日本兵：キートン山田
米兵：岸野幸正
ナレーション：岡部政明

### 関連書籍
- 『ザ・コクピット 松本零士の世界』（小学館、1994年） ISBN 4-09-101520-4

## ラジオドラマ
1978年、ニッポン放送により「キリン・ラジオ劇場 ザ・コクピット」が製作され、後にLP化された。
LPの収録はラジオドラマ2編、インストゥルメンタル3曲、イメージソング1曲である。
ザ・コクピットのテーマ
作曲 東海林修
衝撃降下90度（ドラマ）
神谷明（台場）
富山敬（山越技師）
わが青春のアルカディア
作曲 東海林修
スタンレーの魔女
作曲 東海林修
紫電（ドラマ）
富山敬（服部大尉）
神谷明（整備兵）
柴田秀勝（マッドウェー）
天駆ける夢
作・編曲 東海林修
作詞 松本零士
歌 神谷明